# George Tsutakawa

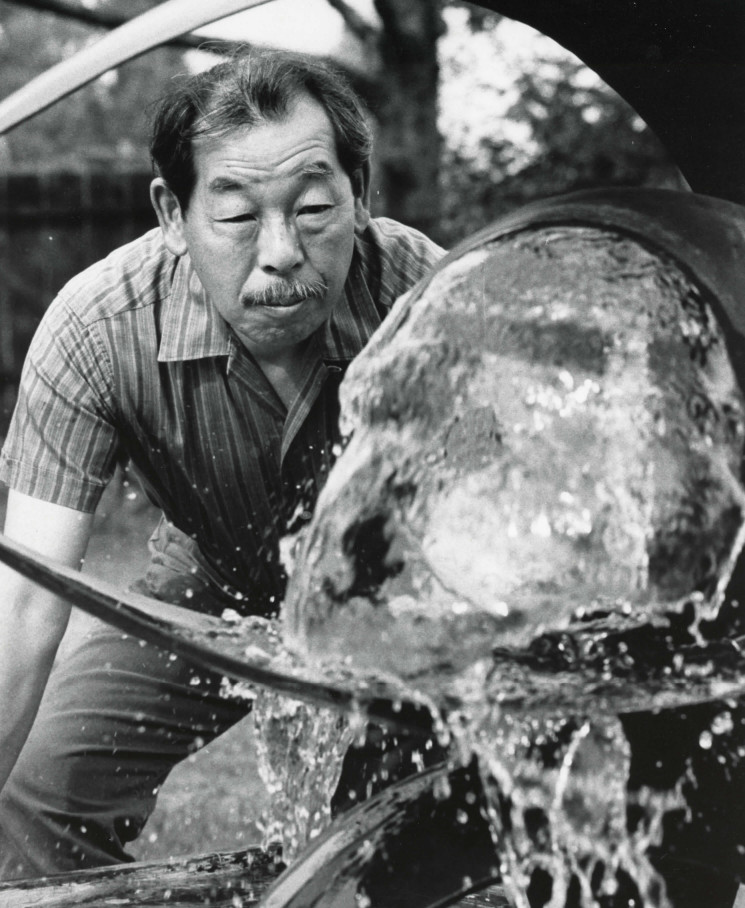
George Tsutakawa, 1967

George Tsutakawa (* 22. Februar 1910 in Seattle, Washington; † 18. Dezember 1997 ebenda) war ein US-amerikanischer Maler, Bildhauer und Kunstprofessor, der vor allem durch seine Bronzebrunnen bekannt wurde.

## Leben
George Tsutakawa wurde als Sohn japanischer Einwanderer in Seattle geboren. Im Alter von sieben Jahren zog er nach Japan, kehrte aber 1927 in die USA zurück. Von 1932 bis 1937 studierte er Kunst an der University of Washington und wurde von Künstlern wie Dudley Pratt und Alexander Archipenko beeinflusst. Im Zweiten Weltkrieg diente Tsutakawa in der US-Armee. Nach dem Krieg begann er eine Lehrtätigkeit an der University of Washington, die er über 30 Jahre lang ausübte.

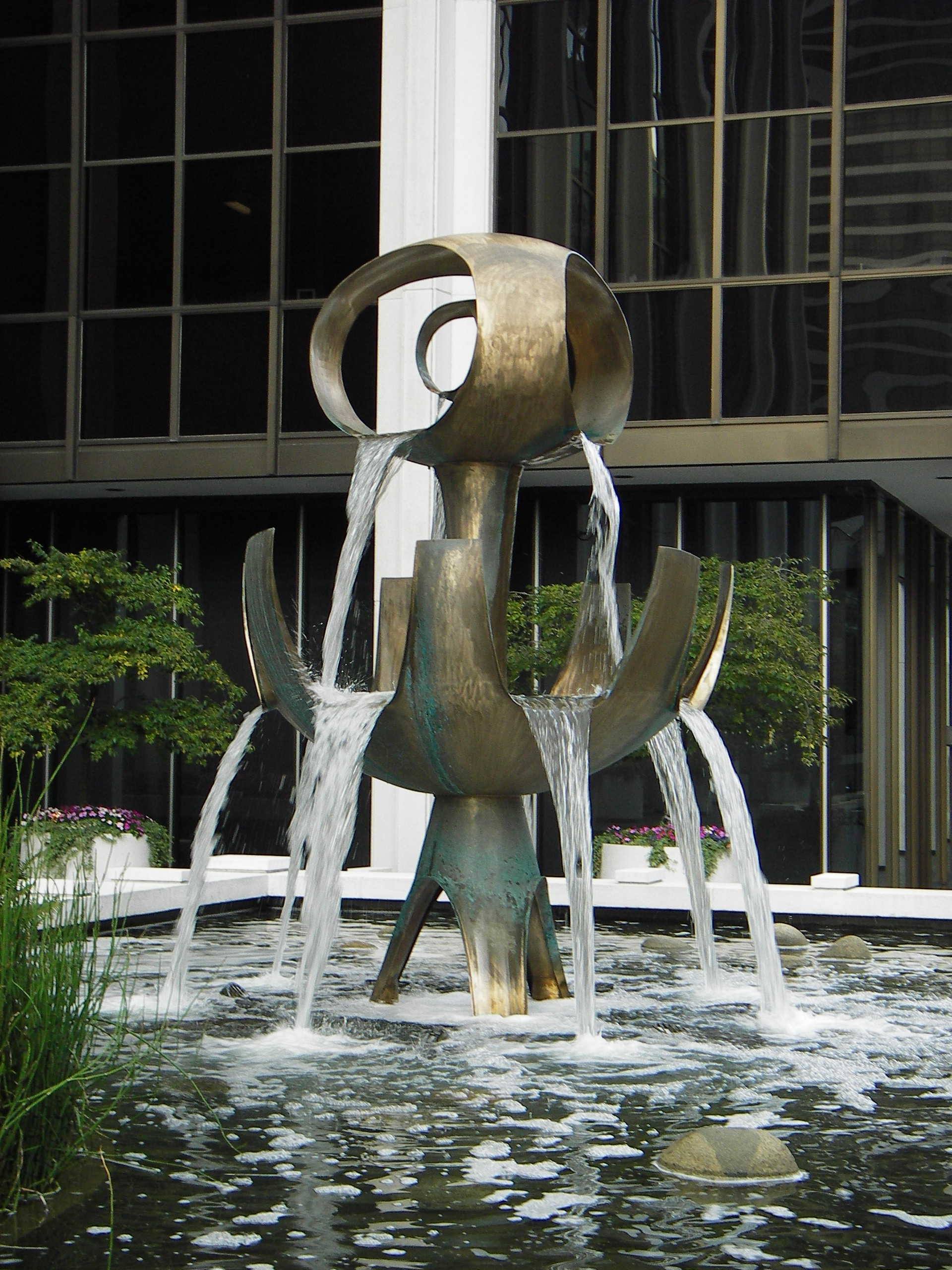
Brunnen am Bentall Centre in Vancouver, Entwurf George Tsutakawa

George Tsutakawa wurde auf dem Lake View Cemetery in Seattle bestattet.

## Werk
George Tsutakawa schuf mehr als 75 Bronzebrunnen, die in Städten in den USA, Japan und Kanada stehen. Sein Werk verbindet Einflüsse japanischer und westlicher Kunst und ist bekannt für seine abstrakten Formen, die häufig die Beziehung zwischen Mensch und Natur thematisieren.

## Ausstellungen
- 2023: George Tsutakawa: Early Works on Paper. Cascadia Art Museum, Edmonds.[3]